# Narciarstwo alpejskie na Zimowych Igrzyskach Olimpijskich 2022
Narciarstwo alpejskie na Zimowych Igrzyskach Olimpijskich 2022 – jedna z dyscyplin rozgrywanych podczas igrzysk w Pekinie w dniach 6–19 lutego 2022. Zawody odbyły się w jedenastu konkurencjach: zjeździe, supergigancie, slalomie, slalomie gigancie oraz superkombinacji kobiet i mężczyzn, a także w rywalizacji drużynowej.

## Terminarz
| Data      | Godzina                        | Konkurencja              | Mistrz IO 2018     |
| --------- | ------------------------------ | ------------------------ | ------------------ |
| 6 lutego  | 11:00 (UTC+08:00) / 4:00 (CET) | Zjazd mężczyzn           | Aksel Lund Svindal |
| 7 lutego  | 10:15 (UTC+08:00) / 3:15 (CET) | Slalom gigant kobiet     | Mikaela Shiffrin   |
| 8 lutego  | 11:00 (UTC+08:00) / 4:00 (CET) | Supergigant mężczyzn     | Matthias Mayer     |
| 9 lutego  | 10:15 (UTC+08:00) / 3:15 (CET) | Slalom kobiet            | Frida Hansdotter   |
| 10 lutego | 10:30 (UTC+08:00) / 3:30 (CET) | Superkombinacja mężczyzn | Marcel Hirscher    |
| 11 lutego | 11:00 (UTC+08:00) / 4:00 (CET) | Supergigant kobiet       | Ester Ledecká      |
| 13 lutego | 10:15 (UTC+08:00) / 3:15 (CET) | Slalom gigant mężczyzn   | Marcel Hirscher    |
| 15 lutego | 11:00 (UTC+08:00) / 4:00 (CET) | Zjazd kobiet             | Sofia Goggia       |
| 16 lutego | 10:15 (UTC+08:00) / 3:15 (CET) | Slalom mężczyzn          | André Myhrer       |
| 17 lutego | 10:30 (UTC+08:00) / 3:30 (CET) | Superkombinacja kobiet   | Michelle Gisin     |
| 19 lutego | 11:00 (UTC+08:00) / 4:00 (CET) | Zawody drużynowe         | Szwajcaria         |

## Medaliści
| Konkurencja      | Złoto                                                                                    | Czas                                                                                     | Srebro                                                               | Czas                                                                 | Brąz                                                                                             | Czas                                                                                             |
| Mężczyźni        |                                                                                          |                                                                                          |                                                                      |                                                                      |                                                                                                  |                                                                                                  |
| Zjazd            | Beat Feuz                                                                                | 1:42,69                                                                                  | Johan Clarey                                                         | 1:42,79                                                              | Matthias Mayer                                                                                   | 1:42,85                                                                                          |
| Slalom           | Clément Noël                                                                             | 1:44,09                                                                                  | Johannes Strolz                                                      | 1:44,70                                                              | Sebastian Foss Solevåg                                                                           | 1:44,79                                                                                          |
| Slalom gigant    | Marco Odermatt                                                                           | 2:09,35                                                                                  | Žan Kranjec                                                          | 2:09,54                                                              | Mathieu Faivre                                                                                   | 2:10,69                                                                                          |
| Supergigant      | Matthias Mayer                                                                           | 1:19,94                                                                                  | Ryan Cochran-Siegle                                                  | 1:19,98                                                              | Aleksander Aamodt Kilde                                                                          | 1:20,36                                                                                          |
| Superkombinacja  | Johannes Strolz                                                                          | 2:31,43                                                                                  | Aleksander Aamodt Kilde                                              | 2:32,02                                                              | James Crawford                                                                                   | 2:32,11                                                                                          |
| Kobiety          |                                                                                          |                                                                                          |                                                                      |                                                                      |                                                                                                  |                                                                                                  |
| Zjazd            | Corinne Suter                                                                            | 1:31,87                                                                                  | Sofia Goggia                                                         | 1:32,03                                                              | Nadia Delago                                                                                     | 1:32,44                                                                                          |
| Slalom           | Petra Vlhová                                                                             | 1:44,98                                                                                  | Katharina Liensberger                                                | 1:45,06                                                              | Wendy Holdener                                                                                   | 1:45,10                                                                                          |
| Slalom gigant    | Sara Hector                                                                              | 1:55,69                                                                                  | Federica Brignone                                                    | 1:55,97                                                              | Lara Gut-Behrami                                                                                 | 1:56,41                                                                                          |
| Supergigant      | Lara Gut-Behrami                                                                         | 1:13,51                                                                                  | Mirjam Puchner                                                       | 1:13,73                                                              | Michelle Gisin                                                                                   | 1:13,81                                                                                          |
| Superkombinacja  | Michelle Gisin                                                                           | 2:25,67                                                                                  | Wendy Holdener                                                       | 2:26,72                                                              | Federica Brignone                                                                                | 2:27,52                                                                                          |
| Drużynowo        |                                                                                          |                                                                                          |                                                                      |                                                                      |                                                                                                  |                                                                                                  |
| Zawody drużynowe | Austria Katharina Truppe · Stefan Brennsteiner · Katharina Liensberger · Johannes Strolz | Austria Katharina Truppe · Stefan Brennsteiner · Katharina Liensberger · Johannes Strolz | Niemcy Lena Dürr · Julian Rauchfuss · Emma Aicher · Alexander Schmid | Niemcy Lena Dürr · Julian Rauchfuss · Emma Aicher · Alexander Schmid | Norwegia Maria Therese Tviberg · Fabian Wilkens Solheim · Thea Louise Stjernesund · Timon Haugan | Norwegia Maria Therese Tviberg · Fabian Wilkens Solheim · Thea Louise Stjernesund · Timon Haugan |